# Grande Prêmio da Bélgica de 1951
Resultados do Grande Prêmio da Bélgica de Fórmula 1 realizado em Spa-Francorchamps à 17 de junho de 1951. Terceira etapa da temporada, foi vencido pelo italiano Giuseppe Farina.

## Classificação da prova
| Pos. | Nº | Piloto                | Construtor         | Voltas | Tempo/Diferença | Grid | Pontos |
| ---- | -- | --------------------- | ------------------ | ------ | --------------- | ---- | ------ |
| 1    | 4  | Giuseppe Farina       | Alfa Romeo         | 36     | 2:45:46.2       | 2    | 8      |
| 2    | 8  | Alberto Ascari        | Ferrari            | 36     | + 2:51.0        | 4    | 6      |
| 3    | 10 | Luigi Villoresi       | Ferrari            | 36     | + 4:21.9        | 3    | 4      |
| 4    | 14 | Louis Rosier          | Talbot-Lago-Talbot | 34     | + 2 voltas      | 7    | 3      |
| 5    | 22 | Yves Giraud-Cabantous | Talbot-Lago-Talbot | 34     | + 2 voltas      | 8    | 2      |
| 6    | 24 | André Pilette         | Talbot-Lago-Talbot | 33     | + 3 voltas      | 12   |        |
| 7    | 16 | Johnny Claes          | Talbot-Lago-Talbot | 33     | + 3 voltas      | 11   |        |
| 8    | 26 | Pierre Levegh         | Talbot-Lago-Talbot | 32     | + 4 voltas      | 13   |        |
| 9    | 2  | Juan Manuel Fangio    | Alfa Romeo         | 32     | + 4 voltas      | 1    | 1      |
| Ret  | 18 | Louis Chiron          | Talbot-Lago-Talbot | 28     | Motor           | 9    |        |
| Ret  | 6  | Consalvo Sanesi       | Alfa Romeo         | 11     | Radiador        | 6    |        |
| Ret  | 12 | Piero Taruffi         | Ferrari            | 8      | Transmissão     | 5    |        |
| Ret  | 20 | Philippe Étancelin    | Talbot-Lago-Talbot | 0      | Transmissão     | 10   |        |